# Paulo Londra Tour 2025
Paulo Londra Tour 2025-2026 es la tercera gira oficial de conciertos del cantante y rapero argentino Paulo Londra, realizada para promocionar su primer EP Versus (2025). La gira comenzó el 25 de abril de 2025 en Barcelona (España) y finalizará el 18 de abril de 2026 en Asunción (Paraguay).

## Antecedentes
Tras el lanzamiento de su segundo álbum de estudio Back to the Game, el 23 de noviembre de 2022, Londra ofreció un concierto en la ciudad de Córdoba como parte de la promoción. Luego de esto se esperaba que Londra anunciara una gira musical en apoyo a su nuevo material discográfico, sin embargo, los planes para ello no fueron concretados por motivos desconocidos. El 16 de julio de 2023, Londra publicó en X que estaba tomándose nuevamente un tiempo en su carrera porque estaba en la búsqueda de conformar una banda que lo acompañara para actuar en vivo y que en el lanzamiento de su próxima canción tenía proyectado anunciar una gira. Ese mismo mes, realizó su única presentación en vivo durante la ceremonia de exhibición de Lionel Messi en su llegada al Inter de Miami, donde interpretó sus principales éxitos musicales.
En abril de 2024, la revista Billboard informó que Londra había firmado contrato con la agencia internacional WME (William Morris Endeavor) para la representación mundial de sus giras musicales. El 30 de mayo de ese año, Londra publicó su sencillo «Posdata», que marcó su regreso a la música después de un año de inactividad. En julio de 2024, Londra fue anunciado como uno de los artistas que actuarían en La Velada del Año, lo cual significó su regreso a los escenarios después de su gira Homerun Tour en 2019. Ese mismo mes, también se presentó en sala Razzmatazz en Barcelona y fue el artista sorpresa en el Festival Boombastic en Asturias. En septiembre de 2024, Londra ofreció un show en el Foro Puebla y en el Pepsi Center WTC en la Ciudad de México. En noviembre de ese año, formó parte del Coca Cola Flow Fest en el Autódromo Hermanos Rodríguez, donde al final de su presentación reveló que visitaría nuevamente México, anunciado tres fechas en el país para mayo de 2025. Poco después, Londra reveló que volvería con dos fechas a España en abril de 2025.
Previo a iniciar su gira, Londra se presentó el 8 de febrero de 2025 en el Picnic Festival Centroamérica en la ciudad de San Antonio, Costa Rica. En marzo de ese año, anunció dos fechas en Buenos Aires, lo cual marcó su regreso a la ciudad después de seis años. Ese mismo mes, Londra anunció que los teloneros para sus fechas en Buenos Aires serían Mono Strong, ganador de la competencia de freestyle de la cual fue juez en Villa Carlos Paz, y el cantante Valen Vargas. Seguidamente, confirmó el resto de las fechas que lo llevarían a recorrer varios países de América Latina.

## Recepción

### Comentarios de la crítica
Amanda Ramos del diario El Plural destacó que Londra «volvió a desplegar su carisma y su lírica honesta», «demostró que su esencia artística no solo permanecía intacta, sino que había evolucionado» y «reafirma su posición en la escena musical urbana». Martha Díaz del diario La Razón afirmó que «con pantallas gigantes, luces vibrantes y una banda en vivo, Paulo Londra ofreció una experiencia sonora y visual completa». María Candela Rodríguez de La Nación valoró la puesta en escena del show y resaltó que «detrás de todo se montaba una escenografía increíble: pantallas visuales excepcionales que iban acordes a la representación de los temas, luces de última generación y el acompañamiento de su banda».

### Desempeño comercial
En sus primeras dos fechas en España, Londra logró vender todas las entradas de sus conciertos en el Palau Sant Jordi y en el Movistar Arena. En México, consiguió vender más de 60.000 mil entradas en las cinco fechas anunciadas. En sus primeras dos fechas en Monterrey, Londra agotó todas las entradas en el Auditorio citiBanamex con un total de 8 mil espectadores en cada concierto, y esa misma cantidad fue repetida en su concierto en la ciudad de Guadalajara. De igual manera, vendió todos los boletos de sus dos conciertos en el Palacio de los Deportes en la Ciudad de México.
La venta de los boletos en las dos fechas pautadas en Buenos Aires fueron agotadas, logrando tener una asistencia de 15 mil espectadores en cada show.

## Emisión en directo
En mayo de 2025, la plataforma de video bajo demanda Flow confirmó que transmitiría en vivo el concierto del 7 de junio de ese año desde el Movistar Arena en Buenos Aires para Argentina, Paraguay y Uruguay.

## Repertorio
Esta lista de canciones es del show del 9 de mayo de 2025 en la Ciudad de México. No pretende representar todos los conciertos de la gira.
1. «Homerun (Intro)»
2. «Sin cadenas»
3. «Por eso vine»
4. «Chango»
5. «Plan A»
6. «Ojalá»
7. «Recién soltera»
8. «Glamping»
9. «Mi versión»

Acto II
1. «Condenado para el millón»
2. «Toc toc»
3. «Solo pienso en ti»
4. «Cuando te besé»
5. «Chica paranormal»
6. «Luna llena»
7. «Romeo y Julieta»
8. «Itamambuca»
9. «Protagonista»
10. «Forever Alone»
11. «Party en el barrio»
12. «Paulo Londra: BZRP Music Sessions, Vol. 23»

Acto III
1. «Chance»
2. «Me tiene mal»
3. «Ella»
4. «Maldita abusadora»
5. «Tal vez»
6. «Next»
7. «Nublado»
8. «A veces»
9. «PVSL»
10. «Relax»
11. «Gracias»
12. «Nena maldición»
13. «Adán y Eva»

Notas
- Durante cada recital, Londra colocó una canasta de basquetbol en el escenario para realizar una competencia con tres fanáticos mientras suena de fondo el instrumental de su canción «So fresh», antecediendo a «Chance».[28]
- Durante el recital en Madrid, Lola Índigo interpretó junto a Londra el tema «Perreito pa' llorar» como invitada especial.[29]
- Durante el primer recital en Buenos Aires, Luck Ra y Valentino Merlo interpretaron junto a Londra el tema «Princesa» como invitados especiales.[24]
- Durante los dos recitales en Buenos Aires, Lit Killah interpretó interpretó junto a Londra «Protagonista», la Orquesta Sinfónica Juvenil Bonaerense interpretó «Posdata» y María Becerra interpretó «Ramen para dos» como invitados especiales.[30]

## Fechas
| Fecha                    | Ciudad              | País       | Lugar                     | Telonero/a   | Entradas        |
| ------------------------ | ------------------- | ---------- | ------------------------- | ------------ | --------------- |
| Europa                   |                     |            |                           |              |                 |
| 25 de abril de 2025      | Barcelona           | España     | Palau Sant Jordi          | ―            | 18 000 / 18 000 |
| 27 de abril de 2025      | Madrid              | España     | Movistar Arena            | ―            | 15 000 / 15 000 |
| América del Norte        |                     |            |                           |              |                 |
| 2 de mayo de 2025        | Monterrey           | México     | Auditorio citiBanamex     | ―            | 8 000 / 8 000   |
| 3 de mayo de 2025        | Monterrey           | México     | Auditorio citiBanamex     | ―            | 8 000 / 8 000   |
| 7 de mayo de 2025        | Guadalajara         | México     | Auditorio Telmex          | ―            | 8 000 / 8 000   |
| 9 de mayo de 2025        | Ciudad de México    | México     | Palacio de los Deportes   | ―            | 20 000 / 20 000 |
| 10 de mayo de 2025       | Ciudad de México    | México     | Palacio de los Deportes   | ―            | 20 000 / 20 000 |
| América del Sur          |                     |            |                           |              |                 |
| 7 de junio de 2025       | Buenos Aires        | Argentina  | Movistar Arena            | Mono Strong  | 15 000 / 15 000 |
| 8 de junio de 2025       | Buenos Aires        | Argentina  | Movistar Arena            | Valen Vargas | 15 000 / 15 000 |
| 23 de agosto de 2025     | San José            | Costa Rica | Parque Viva               | JOI          |                 |
| 27 de agosto de 2025     | Ciudad de Guatemala | Guatemala  | Parque de la Industria    | TBA          |                 |
| 29 de agosto de 2025     | Lima                | Perú       | Costa 21                  | TBA          |                 |
| 31 de agosto de 2025     | Arequipa            | Perú       | Jardín de la Cerveza      | TBA          |                 |
| 9 de septiembre de 2025  | Santiago de Chile   | Chile      | Movistar Arena            | TBA          |                 |
| 13 de septiembre de 2025 | Bogotá              | Colombia   | Parque Simón Bolívar      | TBA          |                 |
| 16 de septiembre de 2025 | Quito               | Ecuador    | Coliseo General Rumiñahui | TBA          |                 |
| 17 de septiembre de 2025 | Quito               | Ecuador    | Coliseo General Rumiñahui | TBA          |                 |
| 18 de septiembre de 2025 | Guayaquil           | Ecuador    | Coliseo Voltaire          | TBA          |                 |
| 29 de noviembre de 2025  | Córdoba             | Argentina  | Quality Arena             | TBA          |                 |
| 16 de abril de 2026      | Montevideo          | Uruguay    | Antel Arena               | TBA          |                 |
| 18 de abril de 2026      | Asunción            | Paraguay   | Puerto de Asunción        | TBA          |                 |